# 판중추부사
판중추부사는 조선시대 중추부의 종1품 관직으로, 영중추부사보다는 낮지만 지중추부사, 동지중추부사, 첨지중추부사보다는 높다. 종1품 관직을 지낸 재상들, 즉 주로 우찬성과 좌찬성, 우의정과 좌의정, 영의정을 지낸 사람들이 판중추부사에 임명되었다.

## 같이 보기
- 영중추부사
- 지중추부사